# Voleibol nos Jogos Olímpicos de Verão de 2000 - Masculino

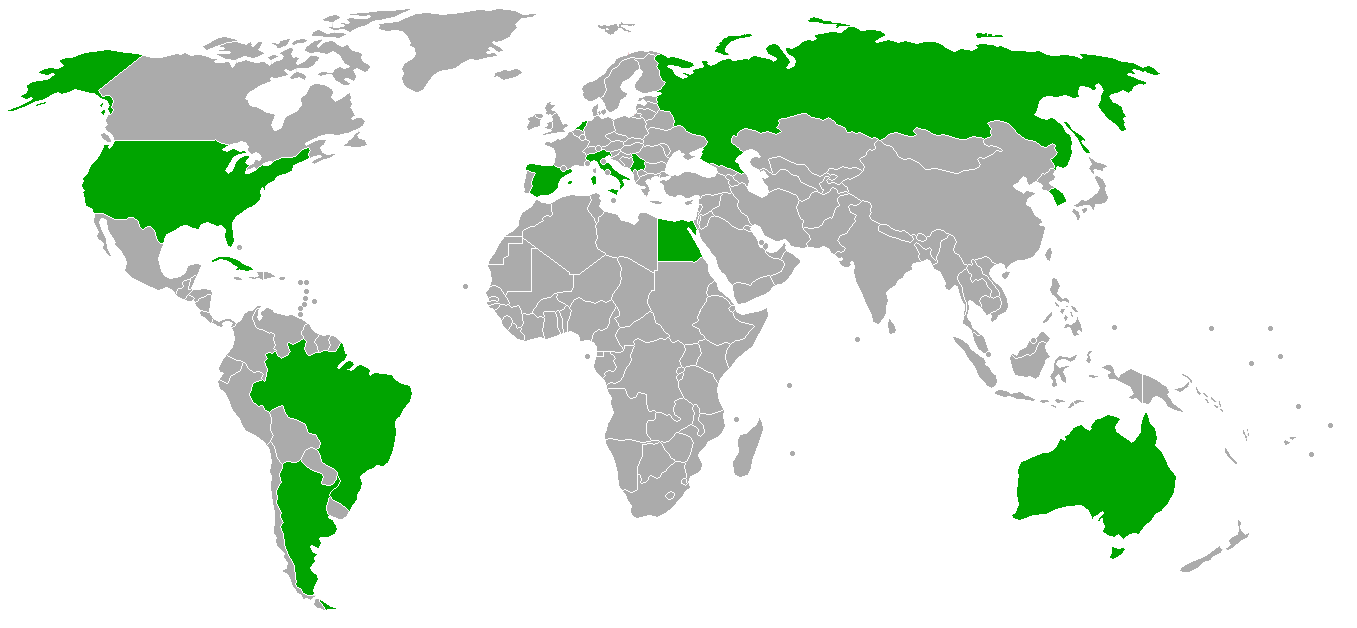
Países participantes da edição.

O torneio masculino de voleibol nos Jogos Olímpicos de Verão de 2000 foi realizado no Sydney Entertainment Centre, Sydney, entre 17 de setembro e 1 de agosto e organizado pela Federação Internacional de Voleibol (FIVB) em conjunto com o Comitê Olímpico Internacional (COI).

## Medalhistas
A Iugoslávia foi campeã olímpica de voleibol, derrotando a Rússia na final. A Itália ganhou o bronze frente à Argentina.
|  | YUG Iugoslávia |  | RUS Rússia |  | ITA Itália |
|  | Vladimir Batez Slobodan Boškan Andrija Gerić Nikola Grbić Vladimir Grbić Slobodan Kovač Đula Mešter Vasa Mijić Ivan Miljković Goran Vujević Igor Vušurović Veljko Petković |  | Igor Shulepov Valery Goryushev Aleksandr Gerasimov Roman Yakovlev Aleksey Kazakov Vadim Khamuttskikh Aleksey Kuleshov Yevgeny Mitkov Ruslan Olikhver Ilya Savelyev Sergey Tetyukhin Konstantin Ushakov |  | Alessandro Fei Andrea Gardini Andrea Giani Andrea Sartoretti Luigi Mastrangelo Marco Bracci Marco Meoni Mirko Corsano Paolo Tofoli Pasquale Gravina Samuele Papi Simone Rosalba |

## Qualificação
| Torneio de qualificação           | Data                                 | Sede               | Vagas | Qualificados   |  |
| --------------------------------- | ------------------------------------ | ------------------ | ----- | -------------- |  |
| País-sede                         | 24 de setembro de 1993               | Monte Carlo        | 1     | Austrália      |  |
| Copa do Mundo de 1999             | 18 de novembro–2 de dezembro de 1999 | Japão              | 3     | Rússia         |  |
| Copa do Mundo de 1999             | 18 de novembro–2 de dezembro de 1999 | Japão              | 3     | Cuba           |  |
| Copa do Mundo de 1999             | 18 de novembro–2 de dezembro de 1999 | Japão              | 3     | Itália         |  |
| Pré-Olímpico da América do Sul    | 7–9 de janeiro de 2000               | São Caetano do Sul | 1     | Brasil         |  |
| Pré-Olímpico da América do Norte  | 5–8 de janeiro de 2000               | Winnipeg           | 1     | Estados Unidos |  |
| Pré-Olímpico da África            | 25–30 de janeiro de 2000             | Cairo              | 1     | Egito          |  |
| Pré-Olímpico da Europa            | 3–9 de janeiro de 2000               | Katowice           | 1     | Iugoslávia     |  |
| Pré-Olímpico da Ásia e da Oceania | 27–29 de dezembro de 1999            | Xangai             | 1     | Coreia do Sul  |  |
| Qualificatório Mundial            | 21–23 de julho de 2000               | Matosinhos         | 1     | Argentina      |  |
| Qualificatório Mundial            | 24–26 de julho de 2000               | Piraeus            | 1     | Espanha        |  |
| Qualificatório Mundial            | 25–27 de julho de 2000               | Castelnau-le-Lez   | 1     | Países Baixos  |  |
| Total                             |                                      |                    | 12    |                |  |

## Composição dos grupos
A distribuição das equipes pelos grupos é realizada pelo sistema de serpentina baseando-se na posição das equipes no ranking da FIVB em janeiro de 2000.
| Grupo A               | Grupo B            |
| --------------------- | ------------------ |
| Austrália (País-sede) | Itália (1)         |
| Cuba (3)              | Rússia (2)         |
| Brasil (4)            | Estados Unidos (5) |
| Países Baixos (7)     | Iugoslávia (6)     |
| Espanha (8)           | Argentina (9)      |
| Egito (23)            | Coreia do Sul (10) |

## Fase de grupos
Na fase de grupos, as seleções jogaram entre si repartidas em dois grupos de seis equipas cada. Os quatro melhores apuraram-se para as quartas de final.
- Placar de 3–0 ou 3–1: 3 pontos para o vencedor, nenhum para o perdedor;
- Placar de 3–2: 2 pontos para o vencedor, 1 para o perdedor.

### Grupo A
|  | Equipes classificadas para as quartas de final |

|     |               |     | Jogos | Jogos | Jogos | Resultados | Resultados | Resultados | Resultados | Resultados | Resultados | Sets | Sets | Sets   | Pontos | Pontos | Pontos |
| Pos | Equipe        | Pts | T     | V     | D     | 3–0        | 3–1        | 3–2        | 2–3        | 1–3        | 0–3        | V    | P    | R      | V      | P      | R      |
| --- | ------------- | --- | ----- | ----- | ----- | ---------- | ---------- | ---------- | ---------- | ---------- | ---------- | ---- | ---- | ------ | ------ | ------ | ------ |
| 1   | Brasil        | 15  | 5     | 5     | 0     | 4          | 1          | 0          | 0          | 0          | 0          | 15   | 1    | 15,000 | 415    | 331    | 1.254  |
| 2   | Países Baixos | 12  | 5     | 4     | 1     | 2          | 2          | 0          | 0          | 0          | 1          | 12   | 5    | 2.400  | 417    | 360    | 1.158  |
| 3   | Cuba          | 9   | 5     | 3     | 2     | 2          | 1          | 0          | 0          | 0          | 2          | 9    | 7    | 1.286  | 383    | 335    | 1.143  |
| 4   | Austrália     | 6   | 5     | 2     | 3     | 1          | 1          | 0          | 0          | 0          | 3          | 6    | 10   | 0.600  | 327    | 374    | 0.874  |
| 5   | Espanha       | 3   | 5     | 1     | 4     | 1          | 0          | 0          | 0          | 4          | 0          | 7    | 12   | 0.583  | 404    | 444    | 0.910  |
| 6   | Egito         | 0   | 5     | 0     | 5     | 0          | 0          | 0          | 0          | 1          | 4          | 1    | 15   | 0.067  | 309    | 411    | 0.752  |

Ordenamento da classificação: 1) Número de vitórias; 2) Pontos; 3) Razão de sets; 4) Razão de pontos; 5) Confronto direto.
| 17 de setembro | 10:00 | Espanha       | - | Egito         | 3 - 0 | (25-20,25-10,25-21)       |
| 17 de setembro | 14:30 | Cuba          | - | Países Baixos | 0 - 3 | (22-25,20-25,23-25)       |
| 17 de setembro | 20:40 | Austrália     | - | Brasil        | 0 - 3 | (13-25,14-25,21-25)       |
| 19 de setembro | 12:25 | Espanha       | - | Cuba          | 1 - 3 | (21-25,12-25,25-21,20-25) |
| 19 de setembro | 12:30 | Egito         | - | Brasil        | 0 - 3 | (28-30,18-25,21-25)       |
| 19 de setembro | 18:30 | Países Baixos | - | Austrália     | 3 - 0 | (25-19,25-17,25-15)       |
| 21 de setembro | 10:00 | Cuba          | - | Egito         | 3 - 0 | (25-11,25-18,25-15)       |
| 21 de setembro | 18:30 | Brasil        | - | Países Baixos | 3 - 0 | (25-20,25-17,27-25)       |
| 21 de setembro | 20:30 | Austrália     | - | Espanha       | 3 - 1 | (23-25,25-20,25-23,25-19) |
| 23 de setembro | 10:00 | Egito         | - | Países Baixos | 1 - 3 | (21-25,11-25,33-31,20-25) |
| 23 de setembro | 12:30 | Cuba          | - | Austrália     | 3 - 0 | (25-17,25-20,25-18)       |
| 23 de setembro | 21:00 | Espanha       | - | Brasil        | 1 - 3 | (27-25,14-25,21-25,20-25) |
| 25 de setembro | 12:00 | Países Baixos | - | Espanha       | 3 - 1 | (25-18,25-17,24-26,25-21) |
| 25 de setembro | 12:30 | Brasil        | - | Cuba          | 3 - 0 | (28-26,30-28,25-18)       |
| 25 de setembro | 18:30 | Austrália     | - | Egito         | 3 - 0 | (25-17,25-23,25-22)       |

### Grupo B
|  | Equipes classificadas para as quartas de final |

|     |                |     | Jogos | Jogos | Jogos | Resultados | Resultados | Resultados | Resultados | Resultados | Resultados | Sets | Sets | Sets  | Pontos | Pontos | Pontos |
| Pos | Equipe         | Pts | T     | V     | D     | 3–0        | 3–1        | 3–2        | 2–3        | 1–3        | 0–3        | V    | P    | R     | V      | P      | R      |
| --- | -------------- | --- | ----- | ----- | ----- | ---------- | ---------- | ---------- | ---------- | ---------- | ---------- | ---- | ---- | ----- | ------ | ------ | ------ |
| 1   | Itália         | 14  | 5     | 5     | 0     | 2          | 2          | 1          | 0          | 0          | 0          | 15   | 4    | 3.750 | 482    | 421    | 1.145  |
| 2   | Rússia         | 11  | 5     | 4     | 1     | 1          | 2          | 1          | 0          | 1          | 0          | 13   | 7    | 1.857 | 465    | 443    | 1.050  |
| 3   | Iugoslávia     | 9   | 5     | 3     | 2     | 1          | 1          | 1          | 1          | 1          | 0          | 12   | 9    | 1.333 | 489    | 461    | 1.061  |
| 4   | Argentina      | 8   | 6     | 3     | 3     | 0          | 2          | 1          | 0          | 1          | 2          | 10   | 13   | 0.769 | 409    | 446    | 0.917  |
| 5   | Coreia do Sul  | 4   | 5     | 1     | 4     | 0          | 0          | 1          | 2          | 1          | 1          | 8    | 14   | 0.571 | 491    | 504    | 0.974  |
| 6   | Estados Unidos | 1   | 5     | 0     | 5     | 0          | 0          | 0          | 1          | 3          | 1          | 5    | 15   | 0.333 | 417    | 478    | 0.872  |

Ordenamento da classificação: 1) Número de vitórias; 2) Pontos; 3) Razão de sets; 4) Razão de pontos; 5) Confronto direto.
| 17 de setembro | 12:00 | Coreia do Sul  | - | Itália         | 0 - 3 | (25-27,23-25,18-25)             |
| 17 de setembro | 12:30 | Rússia         | - | Iugoslávia     | 3 - 1 | (19-25,25-23,25-23,25-20)       |
| 17 de setembro | 18:30 | Estados Unidos | - | Argentina      | 1 - 3 | (26-24,23-25,21-25,18-25)       |
| 19 de setembro | 10:00 | Argentina      | - | Coreia do Sul  | 3 - 1 | (25-23,17-25,30-28,25-21)       |
| 19 de setembro | 14:30 | Rússia         | - | Estados Unidos | 3 - 1 | (25-18,25-23,21-25,25-17)       |
| 19 de setembro | 20:30 | Iugoslávia     | - | Itália         | 2 - 3 | (19-25,25-19,22-25,33-31,20-22) |
| 21 de setembro | 12:00 | Estados Unidos | - | Iugoslávia     | 0 - 3 | (15-25,20-25,23-25)             |
| 21 de setembro | 12:30 | Itália         | - | Argentina      | 3 - 0 | (40-38,25-18,25-14)             |
| 21 de setembro | 14:30 | Coreia do Sul  | - | Rússia         | 2 - 3 | (22-25,25-22,25-20,27-29,15-17) |
| 23 de setembro | 12:05 | Iugoslávia     | - | Argentina      | 3 - 1 | (21-25,25-15,25-23,25-22)       |
| 23 de setembro | 14:30 | Rússia         | - | Itália         | 1 - 3 | (20-25,20-25,25-22,22-25)       |
| 23 de setembro | 18:30 | Estados Unidos | - | Coreia do Sul  | 2 - 3 | (20-25,27-25,24-26,25-21,13-15) |
| 25 de setembro | 10:00 | Argentina      | - | Rússia         | 0 - 3 | (23-25,15-25,20-25)             |
| 25 de setembro | 14:30 | Coreia do Sul  | - | Iugoslávia     | 2 - 3 | (26-24,20-25,23-25,25-19,8-15)  |
| 25 de setembro | 19:30 | Itália         | - | Estados Unidos | 3 - 1 | (21-25,25-18,25-18,25-18)       |

## Fase final
Na fase final as seleções disputaram, no máximo, mais três jogos (para as equipas que discutiram as medalhas), em formato de eliminatória.
|  | Quartas de final | Quartas de final |                |        | Semifinal           | Semifinal           |  |  | Final        | Final |
|  |                  |                  |                |        |                     |                     |  |  |              |       |
|  | 27 de setembro   |                  |                |        |                     |                     |  |  |              |       |
|  |                  |                  |                |        |                     |                     |  |  |              |       |
|  | Brasil           | 1                |                |        |                     |                     |  |  |              |       |
|  | Brasil           | 1                | 29 de setembro |        |                     |                     |  |  |              |       |
|  | Argentina        | 3                |                |        |                     |                     |  |  |              |       |
|  | Argentina        | 3                | Argentina      | 1      |                     |                     |  |  |              |       |
|  | 27 de setembro   |                  | Argentina      | 1      |                     |                     |  |  |              |       |
|  |                  | Rússia           | 3              |        |                     |                     |  |  |              |       |
|  | Cuba             | Rússia           | 3              | 2      |                     |                     |  |  |              |       |
|  | Cuba             |                  | 1 de outubro   | 2      |                     |                     |  |  |              |       |
|  | Rússia           | 3                |                |        |                     |                     |  |  |              |       |
|  | Rússia           | 3                | Rússia         | 0      |                     |                     |  |  |              |       |
|  | 27 de setembro   |                  | Rússia         | 0      |                     |                     |  |  |              |       |
|  |                  | Iugoslávia       | 3              |        |                     |                     |  |  |              |       |
|  | Países Baixos    | Iugoslávia       | 3              | 2      |                     |                     |  |  |              |       |
|  | Países Baixos    | 29 de setembro   |                | 2      |                     |                     |  |  |              |       |
|  | Iugoslávia       | 3                |                |        |                     |                     |  |  |              |       |
|  | Iugoslávia       | 3                | Iugoslávia     | 3      | Disputa pelo bronze | Disputa pelo bronze |  |  |              |       |
|  | 27 de setembro   |                  | Iugoslávia     | 3      | Disputa pelo bronze | Disputa pelo bronze |  |  |              |       |
|  |                  | Itália           | 0              |        |                     |                     |  |  |              |       |
|  | Austrália        | Itália           | 0              | 1      | Argentina           | 0                   |  |  |              |       |
|  | Austrália        |                  |                | 1      | Argentina           | 0                   |  |  |              |       |
|  | Itália           | 3                |                | Itália | 3                   |                     |  |  |              |       |
|  | Itália           | 3                |                |        | 3                   |                     |  |  |              |       |
|  |                  |                  |                |        |                     |                     |  |  | 1 de outubro |       |
|  |                  |                  |                |        |                     |                     |  |  |              |       |

Quartas de final
| 27 de setembro | 12:30 | Cuba          | - | Rússia     | 2 - 3 | (25-21,23-25,19-25,25-19,13-15) |
| 27 de setembro | 14:55 | Austrália     | - | Itália     | 1 - 3 | (14-25,25-22,19-25,15-25)       |
| 27 de setembro | 18:30 | Brasil        | - | Argentina  | 1 - 3 | (25-17,21-25,19-25,25-27)       |
| 27 de setembro | 19:30 | Países Baixos | - | Iugoslávia | 2 - 3 | (21-25,25-18,18-25,32-30,15-17) |

Classificação 5º-8º lugar
| 28 de setembro | 10:00 | Brasil        | - | Cuba      | 3 - 2 | (23-25,17-25,25-21,26-24,15-11) |
| 28 de setembro | 12:30 | Países Baixos | - | Austrália | 3 - 0 | (25-20,25-15,25-21)             |

7º-8º lugar
| 29 de setembro | 12:30 | Cuba | - | Austrália | 3 - 0 | (25-23,25-11,25-15) |

5º-6º lugar
| 29 de setembro | 14:30 | Brasil | - | Países Baixos | 0 - 3 | (21-25,20-25,22-25) |

Semifinais
| 29 de setembro | 18:30 | Argentina  | - | Rússia | 1 - 3 | (25-27,30-32,25-21,11-25) |
| 29 de setembro | 20:45 | Iugoslávia | - | Itália | 3 - 0 | (27-25,34-32,25-14)       |

Disputa pelo bronze
| 1 de outubro | 12:30 | Argentina | - | Itália | 0 - 3 | (16-25,15-25,18-25) |

Final
| 1 de outubro | 14:30 | Rússia | - | Iugoslávia | 0 - 3 | (22-25,22-25,20-25) |

## Classificação final
Esta foi a classificação final do torneio:
| Pos.              | Equipe         |
| ----------------- | -------------- |
| Medalha de ouro   | Iugoslávia     |
| Medalha de prata  | Rússia         |
| Medalha de bronze | Itália         |
| 4                 | Argentina      |
| 5                 | Países Baixos  |
| 6                 | Brasil         |
| 7                 | Cuba           |
| 8                 | Austrália      |
| 9                 | Coreia do Sul  |
| 10                | Espanha        |
| 11                | Estados Unidos |
| 12                | Egito          |

## Melhores jogadores
Estes foram considerados os melhores jogadores do torneio:
| - Most Valuable Player (MVP) Bas van de Goor - Melhor bloqueador Andrija Geric - Melhor levantador Peter Blange - Melhor marcador Marcos Milinkovic | - Melhor servidor Osvaldo Hernández - Melhor receptor Pablo Meana - Melhor atacante Daniel Howard - Melhor defensor Vasa Mijić |